# Katsushi Kurihara
Katsushi Kurihara (født 29. juli 1977) er en tidligere japansk fodboldspiller.
Han har spillet for flere forskellige klubber i sin karriere, herunder JEF United Ichihara.